# 강재륜
강재륜(姜在倫, 1932년 11월 26일 ~ )은 예비역 대한민국 육군 중령 출신의 대한민국 외교관 겸 정치가이자 대학 교수이다.

## 주요 이력

### 경력
본관(관향)은 진주(晋州)이고 호(號)는 남촌(楠村)이다. 
일제강점기 평안남도 평양에서 출생하였고 지난날 한때 일제 강점기 황해도 해주에서 잠시 유아기를 보낸 적이 있으며 그 후 만 3세 시절이던 1935년 일가족과 함께 일제강점기 경기도 인천에 이주하였으며 그 후 인천고등보통학교와 육군사관학교 11기를 나왔다.
육사 출신 사조직 청죽회 초기 구성원이기도 한 그는 1969년 3월에서 1969년 6월까지 3개월간을 베트남 전쟁에도 참전하였으며 1970년 자신의 본의와 무관한 의도로써 육사 총동창회장 선거에 출마했지만 하나회 출신의 전두환과 후보로 맞붙으면서 "강재륜 육군 중령 그의 형이 일본 유학생 출신일뿐더러 그뿐 아니라 조총련으로 전향했다."는 관련 내용이 담긴 하나회 측의 투서로 인하여 결국 강재륜 중령 그는 끝끝내 선거는커녕 육사 총동창회장 최종 후보는 고사하고 육군 중령 계급으로써 강제 예편되었다.
그는 그 후 최경록 일본 주재 대한민국 대사의 보좌관 직을 거쳐 前 대한민국 서울 한양대학교 겸임교수 직을 지냈으며 박쌍룡 외무부 차관의 행정사무보좌관 직무대리 직을 거쳐 前 서울 동국대학교 교수 직을 지냈다.

### 학력
- 1955년 육군사관학교 11기 이학사
- 1956년 육군보병학교 졸업
- 1958년 육군포병학교 졸업
- 1962년 한양공과대학교 산업공학과 학사
- 1963년 육군공병학교 졸업
- 1966년 대한민국 육군대학 졸업
- 1968년 국방대학교 행정학사